# Blue Cruise
Een Blue Cruise (Turks: Mavi Yolculuk, Blauwe Reis) is een boottocht langs de zuidwestkust van Turkije. Met traditionele zeilboten – Gulets genaamd – worden de toeristen rondgevaren langs de kusten van de Egeïsche Zee. Een typische Blue Cruise start in Didim of Kuşadası en eindigt in Antalya. Tegenwoordig starten de tochten echter veel vaker vanuit Bodrum, Marmaris of Fetiyhe.
De term Blue Cruise wordt gebruikt voor deze rondvaarten, maar kent zijn ontstaansgeschiedenis in de Turkse literatuur. Een handvol beroemde Turkse schrijvers heeft verhaald over de tocht, zoals onder andere Cevat Şakir Kabaağaçlı, Sabahattin Eyüboğlu en Azra Erhat. 
Inmiddels staat te Bodrum een standbeeld van Cevat Şakir, een man die een belangrijke rol speelde in het ontstaan van de Blue Cruise.

## Legende
Volgens de overlevering is de Blue Cruise toevallig ontstaan. Vlak na de oprichting van de Turkse Republiek werd de politiek schrijver Cevat Şakir Kabaağaçlı verbannen naar Bodrum - het voormalige Helicarnassus. De zittende regering was woedend nadat hij een verhaal over muitende soldaten had geschreven. Şakir voelde zich echter meteen thuis in de omgeving vol pijnboombossen, vergezichten en archeologische rijkdom.
Hij kreeg de bijnaam Visser van Halicarnassus omdat hij verhalen schreef over de stad en zijn inwoners, dit waren voornamelijk vissers. Regelmatig ging hij mee met de sponsvissers en langzamerhand kende hij alle baaitjes en inhammetjes van de Golf van Gökova. Ook als zijn intellectuele vrienden uit Istanboel hem bezochten, nam hij ze mee op een trip en liet hij ze zien hoe de vissers leefden.
Zijn vrienden uit het verre Istanbul waren dolenthousiast en bleven Cevat Sakir bezoeken. De simpele levensstijl waarbij niet meer nodig was dan watermeloenen om te eten, wat ijs voor gekoelde drank en aas om te vissen, beviel de schrijvers uitstekend. De verhalen die ze schreven maakten de Golf van Gökova beroemd. Ze gaven hun trip – vanwege de kleur van het water – de naam Mavi Yolculuk – ofwel Blue Cruise.